# Fluviphylax simplex
Fluviphylax simplex es una especie de peces de la familia de los pecílidos en el orden de los ciprinodontiformes.

## Morfología
Los machos pueden alcanzar los 1,6 cm de longitud total.

## Distribución geográfica
Se encuentran en Sudamérica: Brasil.